# Kalkoppa, Hosanagara
Kalkoppa là một làng thuộc tehsil Hosanagara, huyện Shimoga, bang Karnataka, Ấn Độ.